# Olegas Žuras
Olegas Žuras (ur. 19 listopada 1966 w Wilnie) – litewski kulturysta.

## Biogram
Karierę sportową rozpoczął w roku 1985 w rodzimym Wilnie. W 2004 został mistrzem świata w kulturystyce amatorskiej. Mierzy 173 cm, jego waga balansuje na pograniczu 90–100 kg.

## Osiągnięcia kulturystyczne (wybór)
- 1991-1992, 1996, 2000-2001, 2005:
  - Mistrzostwa Litwy – zwycięzca
- 1993:
  - Amatorskie Mistrzostwa Europy – fed. IFBB – zwycięzca
- 1994:
  - Amatorskie Mistrzostwa Świata – fed. IFBB, kat. lekkociężka – IV m-ce
- 1996:
  - Amatorskie Mistrzostwa Świata – fed. IFBB, kat. ciężka – V m-ce
- 1997:
  - Zawody World Games, kat. superciężka – III m-ce
- 2000:
  - Amatorskie Mistrzostwa Europy – fed. IFBB, kat. ciężka – III m-ce
  - Amatorskie Mistrzostwa Świata – fed. IFBB, kat. lekkociężka – IV m-ce
- 2001:
  - Amatorskie Mistrzostwa Europy – fed. IFBB, kat. ciężka – III m-ce
  - Zawody World Games, kat. ciężka – I m-ce
- 2004:
  - Amatorskie Mistrzostwa Świata – fed. IFBB, kat. ciężka – I m-ce
  - Amatorskie Mistrzostwa Świata – fed. IFBB – całkowity zwycięzca